# ملعب مانويل موريو تورو
ملعب مانويل موريو تورو هو ملعب رياضي يقع في إيباغيه، عاصمة قسم توليما. ولديه حاليا قدرة قوامها 28،100 من المتفرجين. يتم استخدام الملعب، الذي يستخدم أساسا كرة القدم، من قبل فريق ديبورتيس توليما، من الدرجة العليا الكولومبية، للمباريات المنزلية. ومن المعروف أنه المكان الذي لعب فيه رونالدو آخر مباراة في مسيرته المهنية في 2 فبراير 2011 مع كورينثيانز ضد ديبورتيس توليما في كوبا ليبرتادوريس 2011.